# 벤 10: 얼티메이트 에일리언
벤 10: 얼티메이트 에일리언(영어: Ben 10: Ultimate Alien)은 벤 10 시리즈의 제 3부작으로, 벤 10, 벤 10: 에일리언 포스의 뒤를 이어 또 다시 벤과 일행이 등장한다. 현재 한국판으로는 이미 모든 에피소드가 종료되었으며, 2012년 9월에 벤 10: 옴니버스라는 새로운 시리즈가 시작될 예정이다.

### 줄거리
알비도로부터 얻어낸 얼티메트릭스를 손에 넣어 더욱 강력해진 벤과 그의 일행 그웬,케빈의 이야기를 다루고 있다.
약 20화까지는 '바이벌반, 판도르, 안드레아스, 갈라파구스, 라드'라는 안드로메다 성운 출신의 다섯 외계인의 파워를 얻어 막강해지려는 오스모시안 아그레고를 막기 위한 메인 스토리가 주를 이루며, 아그레고와 얼티메트릭스의 파워를 흡수해 다시 뮤턴트화 돼버린 케빈을 막은 이후부터는 크게 전체적인 스토리에 영향을 미치지 않는 자잘한 에피소드들이 이어지다가 후반부에서 '디아곤'과 그를 숭배하는 플레임 키퍼즈 써클이라는 집단을 둘러싼 이야기가 전개된다. 2010년 4월 23일 ~ 2012년 3월 31일 52부작.
중반부까지 얼티메이트화 변신했던 외계인은 '스웜프 파이어 (한국명:머드 파이어), 에코 에코, 빅칠(한국명:블루 고스트), 휴먼가우소어(한국명:자이언트 사우루스), 스파이더몽키, 캐논볼트(한국명:캐논 볼)' 등이 있으며 이후 얼티메이트 와일드머트(한국명:몬스터)와 얼티메이트 웨이빅(한국명:빅보이)가 새로이 등장했다.